# 阿马兰蒂
阿马兰蒂（葡萄牙語發音：[ɐmɐˈɾɐ̃tɨ] ⓘ），葡萄牙波尔图区市镇，位于葡萄牙北部。总面积301.33平方公里，总人口56264（2011年）。
阿马兰蒂分为26个堂区。

## 姊妹城镇
- 维斯洛赫，德国巴登－符腾堡州
- 法國 卢瓦尔河畔新堡
- 法國 阿谢尔